# غوشنة تسمانية
غوشنة تسمانية (الاسم العلمي: Morchella tasmanica) هي نوع من الفطريات يتبع جنس الغوشنة من الفصيلة الغوشنية.